# مانلی (آیووا)
مانلی (به انگلیسی: Manly) شهری در ایالت آیووا کشور ایالات متحده آمریکا است که جمعیت آن در سرشماری سال ۲۰۱۰ میلادی، ۱٬۳۲۳ نفر بوده‌است.